# Chefe do Estado-Maior Geral (Israel)
O Chefe do Estado-Maior Geral, também conhecido como Comandante-em-Chefe das Forças de Defesa de Israel (em hebraico:  רֹאשׁ הַמַּטֶּה הַכְּלָלִי, transl.: Rosh hamateh haklali; abreviado Ramatkal -רמטכ"ל), é o chefe profissional das Forças de Defesa de Israel (FDI). O atual Chefe do Estado-Maior Geral é Eyal Zamir.
A qualquer momento, o Chefe do Estado-Maior Geral é o único oficial ativo com o posto mais alto das FDI, Rav Aluf (רַב־אַלּוּף), que geralmente é traduzido como tenente-general ou general-de-exército, sendo uma patente de três estrelas. A única exceção a esta regra ocorreu durante a Guerra do Yom Kippur, quando o ex-Chefe do Estado-Maior Geral Haim Bar-Lev, que era membro do gabinete no início e durante a guerra, foi retirado da aposentadoria e instalado como chefe do Comando Sul. Por um breve período, ele e o Chefe do Estado-Maior Geral David Elazar estiveram ambos no serviço ativo com o posto de rav aluf.

## História
A função do Chefe do Estado-Maior Geral começou com a organização Haganah, onde recebeu o nome do chefe do Estado-Maior da Haganah. Com o estabelecimento das FDI, o Chefe da Defesa e o Chefe do Estado-Maior, chefiados por Yaakov Dori, foram convertidos para chefiar as FDI.
O Chefe do Estado-Maior é oficialmente nomeado para um mandato de três anos, prorrogável por mais um ano. Uma exceção foi Rafael Eitan, cujo mandato foi prorrogado duas vezes, e cumpriu um total de cinco anos. Por outro lado, houve vários chefes de Estado-Maior que não completaram o seu mandato completo: Yigal Yadin renunciou em meio a divergências sobre o orçamento das FDI, Mordechai Maklef serviu por apenas um ano a seu pedido, David Elazar foi forçado a renunciar seguindo as recomendações da Comissão Agranat que investigava a Guerra do Yom Kippur, e Dan Halutz renunciou devido às críticas à Segunda Guerra do Líbano. Além disso, dois chefes de Estado-Maior desistiram de parte da extensão do seu mandato: Amnon Lipkin-Shahak queria terminar o seu mandato em meados do quarto ano, devido ao seu desejo de entrar na política e concorrer a primeiro-ministro. Haim Laskov pediu para não cumprir o quarto ano devido às suas divergências com Shimon Peres.
Em 2005, Ariel Sharon e Shaul Mofaz não prolongaram o mandato de Moshe Ya'alon para um quarto ano, durante o qual foi interpretado como uma demissão à luz da oposição de Ya'alon ao plano de desengajamento. Para evitar tais problemas no futuro, e como foi feito para outros cargos como o de Presidente do Estado, o Ministro da Defesa Amir Peretz nomeou o Major-General Gabi Ashkenazi em 2007 para um período de quatro anos, eliminando assim a incerteza em relação à adição do quarto ano. Ashkenazi levantou a questão da extensão do seu mandato para um quinto ano.
No final do seu mandato, o Chefe do Estado-Maior Geral (tal como outros membros seniores do sistema de defesa israelita) tem um período de reflexão de três anos antes de poder ser eleito membro do Knesset, ser nomeado Ministro no Governo ou ser eleito Primeiro-Ministro.

## Posição legal
A posição do ramatkal é definida na Lei Básica: As Forças Armadas (1976), cláusula três:
- O posto de comando supremo nas forças armadas é o de Chefe do Estado-Maior Geral;
- O Chefe do Estado-Maior Geral será colocado sob a autoridade do governo e subordinado ao Ministro da Defesa;
- O Chefe do Estado-Maior Geral será nomeado pelo governo, de acordo com recomendação do Ministro da Defesa.

O Chefe do Estado-Maior Geral é formalmente nomeado uma vez a cada três anos, sendo que o governo muitas vezes estende o mandato para quatro anos e, numa ocasião, até cinco.

## Significado
Dada a importância das FDI na sociedade israelense, o Chefe do Estado-Maior Geral é uma figura pública importante em Israel. Quando é nomeado um novo Chefe do Estado-Maior, jornais de grande circulação, como o Yedioth Ahronoth e o Israel Hayom, costumam fornecer aos seus leitores retratos em grande escala do novo Chefe. Os ex-Chefes do Estado-Maior Geral muitas vezes aproveitam a proeminência da sua posição na vida política e, por vezes, no mundo dos negócios. Dois Chefes do Estado-Maior Geral (Yitzhak Rabin e Ehud Barak) tornaram-se Primeiros-Ministros de Israel e onze outros (Yigael Yadin, Moshe Dayan, Tzvi Tzur, Haim Bar-Lev, Mordechai Gur, Rafael Eitan, Amnon Lipkin-Shahak, Shaul Mofaz, Moshe Ya'alon, Gabi Ashkenazi e Benny Gantz) serviram no Knesset. Destes, apenas Tzur não foi nomeado para o Gabinete.
Seis ex-Chefes do Estado-Maior Geral (Dayan, Rabin, Barak, Mofaz, Ya'alon e Gantz) ocuparam o cargo de Ministro da Defesa, amplamente considerado um dos cargos ministeriais mais poderosos do país e o superior civil imediato do Chefe do Estado-Maior Geral. Moshe Dayan também serviu como Ministro das Relações Exteriores. Logo após sua dispensa, Dan Halutz tornou-se CEO de uma importadora de automóveis. Ehud Barak fez uma pausa na política duas vezes após derrotas na reeleição e buscou empreendimentos comerciais internacionais.

## Lista dos Chefes do Estado-Maior Geral
Segue a tabela com os Chefes do Estado-Maior Geral:
| Nº | Retrato             | Nome                              | Mandato                                           | Duração          | Ref.   |
| -- | ------------------- | --------------------------------- | ------------------------------------------------- | ---------------- | ------ |
| 1  |                     | Yaakov Dori (1899–1973)           | 1º de junho de 1947 – 9 de novembro de 1949       | 2 anos, 161 dias | [ 2 ]  |
| 2  |                     | Yigael Yadin (1917–1984)          | 9 de novembro de 1949 – 7 de dezembro de 1952     | 3 anos, 28 dias  | [ 16 ] |
| 3  |                     | Mordechai Maklef (1920–1978)      | 7 de dezembro de 1952 – 6 de dezembro de 1953     | 364 dias         | [ 17 ] |
| 4  |                     | Moshe Dayan (1915–1981)           | 6 de dezembro de 1953 – 29 de janeiro de 1958     | 4 anos, 54 dias  | [ 18 ] |
| 5  |                     | Haim Laskov (1919–1982)           | 29 de janeiro de 1958 – 1º de janeiro de 1961     | 2 anos, 338 dias | [ 19 ] |
| 6  |                     | Tzvi Tzur (1923–2004)             | 1º de janeiro de 1961 – 1º de janeiro de 1964     | 3 anos e 0 dias  | [ 20 ] |
| 7  |                     | Yitzhak Rabin (1922–1995)         | 1º de janeiro de 1964 – 1º de janeiro de 1968     | 4 anos, 0 dias   | [ 11 ] |
| 8  |                     | Haim Bar-Lev (1924–1994)          | 1º de janeiro de 1968 – 1º de janeiro de 1972     | 4 anos, 0 dias   | [ 1 ]  |
| 9  |                     | David Elazar (1925–1976)          | 1º de janeiro de 1972 – 3 de abril de 1974        | 2 anos, 92 dias  | [ 6 ]  |
| -  |                     | Yitzhak Hofi (1927-2014) Interino | 3 de abril de 1974 - 16 de abril de 1974          | 13 dias          | [ 21 ] |
| 10 |                     | Mordechai Gur (1930-1995)         | 16 de abril de 1974 - 16 de abril de 1978         | 4 anos, 0 dias   | [ 22 ] |
| 11 | Rafael Eitan        | Rafael Eitan (1929-2004)          | 16 de abril de 1978 - 19 de abril de 1983         | 5 anos, 3 dias   | [ 23 ] |
| 12 | Moshe Levi          | Moshe Levi (1936-2008)            | 19 de abril de 1983 - 19 de abril de 1987         | 4 anos, 0 dias   | [ 24 ] |
| 13 | Dan Shomron         | Dan Shomron (1937-2008)           | 19 de abril de 1987 - 1º de abril de 1991         | 3 anos, 347 dias | [ 25 ] |
| 14 | Ehud Barak          | Ehud Barak (nascido 1942)         | 1º de abril de 1991 - 1º de janeiro de 1995       | 3 anos, 275 dias | [ 26 ] |
| 15 | Amnon Lipkin-Shahak | Amnon Lipkin-Shahak (1944-2012)   | 1º de janeiro de 1995 - 9 de julho de 1998        | 3 anos, 189 dias | [ 27 ] |
| 16 | Shaul Mofaz         | Shaul Mofaz (nascido 1948)        | 9 de julho de 1998 - 9 de julho de 2002           | 4 anos, 0 dias   | [ 28 ] |
| 17 | Moshe Ya'alon       | Moshe Ya'alon (nascido 1950)      | 9 de julho de 2002 - 1º de junho de 2005          | 2 anos, 327 dias | [ 29 ] |
| 18 | Dan Halutz          | Dan Halutz (nascido 1948)         | 1º de junho de 2005 - 14 de fevereiro de 2007     | 1 ano, 258 dias  | [ 30 ] |
| 19 | Gabi Ashkenazi      | Gabi Ashkenazi (nascido 1954)     | 14 de fevereiro de 2007 - 14 de fevereiro de 2011 | 4 anos, 0 dias   | [ 31 ] |
| 20 | Benny Gantz         | Benny Gantz (nascido 1959)        | 14 de fevereiro de 2011 - 16 de fevereiro de 2015 | 4 anos, 2 dias   | [ 32 ] |
| 21 | Gadi Eizenkot       | Gadi Eizenkot (nascido 1960)      | 16 de fevereiro de 2015 - 15 de janeiro de 2019   | 3 anos, 333 dias | [ 33 ] |
| 22 | Aviv Kohavi         | Aviv Kohlavi (nascido 1964)       | 15 de janeiro de 2019 - 16 de janeiro de 2023     | 4 anos, 1 dia    | [ 34 ] |
| 23 | Herzi Halevi        | Herzi Halevi (nascido 1967)       | 16 de janeiro de 2023 - 5 de março de 2025        | 2 anos, 48 dias  | [ 35 ] |
| 24 | Eyal Zamir          | Eyal Zamir (nascido 1966)         | 5 de março de 2025 - atualidade                   | 8 dias           | [ 36 ] |